# HCNG
HCNG (hytan, naturalhy lub H2CNG) – mieszanina sprężonego gazu ziemnego (CNG) i 4–9% wodoru. Jest używany jako paliwo do silników o spalaniu wewnętrznym oraz zastosowań domowych. Udział wodoru do 50% nie zwiększa ryzyka wybuchu czy zapłonu w porównaniu do zwykłego CNG. Mieszanina nie wymaga użycia specjalnych stopów metali do magazynowania i użycia, inaczej niż w przypadku samego wodoru. Punkty tankowania HCNG na świecie znajdują się wzdłuż trasy Hynor (Norwegia); Thousand Palms i Barstow w Kalifornii, Fort Collins w Kolorado (USA); Dunkierce, Grenoble i Tuluzie (Francja); Göteborgu (Szwecja); Delhi i Faridabad (Indie) i BC Hydrogen Highway (Kanada).
HCNG dla samochodów osobowych jest tankowany na stacji wodorowej.